# Массовое отравление метанолом в Италии
Массовое отравление метанолом — отравление метанолом в вине, произошедшее в марте 1986 года в Италии. Погибли 23 человека, 90 человек стали инвалидами.

## Отравление
Первые зафиксированные случаи отравления были зафиксированы 17 марта 1986 года в таких регионах, как Ломбардия, Пьемонт и Лигурия.
Метанол был обнаружен в вине компании Ciravegna di Narzole, владельцами которой являлись Джованни и Даниэль Чиравенья. Для увеличения содержания спирта и удешевления производства в вино добавлялся токсичный метанол: с середины декабря 1985 года по март 1986 года фактически было использовано 2,5 тонны метанола. В дальнейшем вино было реализовано потребителям компанией Odore Vincenzo.
Дальнейшее расследование показало широкую практику добавления метанола среди итальянских виноделен: всего было выявлено около 60 предприятий, замешанных в производстве токсичного вина. Это вызвало крупнейший скандал в Италии, связанный с метанолом.
В 1992 году владельцы Ciravegna di Narzole были приговорены судом к различным срокам лишения свободы: Джованни Чиравенья был осуждён на 14 лет, в то время как Даниэль Чиравенья — на 4 года. Всего причастным к производству вина с опасным содержанием метанола были вынесены сроки до 16 лет лишения свободы.

## Последствия
Скандал привёл к немедленному резкому сокращению экспорта итальянского вина (примерно на треть, с 18 до 11 миллионов гектолитров). Итальянскими властями были изменены законы о сертификации вина (DOC и DOCG) в 1992 году. С 1994 года виноделы начали активно участвовать в программе сертификации VQPRD. К началу XXI века производство вина в Пьемонте достигло новых высот в терминах экспорта и оценок качества.
В ходе судебного разбирательства судом были установлены денежные компенсации потерпевшим и их семьям в размере одного миллиарда лир, однако осуждённые производители вина систематически уклоняются от их выплаты путём передачи своей собственности третьим лицам.